# Heidrun Kaupen-Haas
Heidrun Kaupen-Haas (* 1937 in Offenburg) ist eine deutsche Medizinsoziologin.
Die emeritierte Professorin für Medizinische Soziologie war 1975–2004 Direktorin des Instituts für Medizin-Soziologie an der Universität Hamburg, das 2003 in Zentrum für Psychosoziale Medizin umbenannt wurde. Mit Wilfried Karmaus initiierte sie Ende der 1970er Jahre Forschungen über verschleißbedingte rheumatische Erkrankungen. In den 1980er Jahren entwickelte sie einen – zu der damaligen Zeit neuartigen – Forschungsschwerpunkt Sozial- und Bevölkerungspolitik im historischen und internationalen Vergleich.
In ihren Schriften befasste Kaupen-Haas sich schwerpunktmäßig mit nationalsozialistischem sowie mit aktuellem wissenschaftlichem Rassismus.

## Schriften (Auswahl)
- Der Griff nach der Bevölkerung. Aktualität und Kontinuität nazistischer Bevölkerungspolitik. Greno-Verlag, Nördlingen 1986, ISBN 3-89190-952-7.
- mit Christian Saller und (Hrsg.): Wissenschaftlicher Rassismus: Analysen einer Kontinuität in den Human- und Naturwissenschaften. Campus Verlag, 1999, ISBN 3-593-36228-7.
- mit Christiane Rothmaler (Hrsg.): Naturwissenschaften und Eugenik (= Sozialhygiene und Public Health). Mabuse-Verlag, 1994, ISBN 3-925499-93-8.
- mit Christiane Rothmaler (Hrsg.): Doppelcharakter der Prävention. Mabuse-Verlag, 1995, ISBN 3-929106-08-6.
- mit C. Rothmaler (Hrsg.): Strategien der Gesundheitsökonomie. Mabuse-Verlag, 2001, ISBN 3-929106-11-6.
- mit C. Rothmaler (Hrsg.): Industrielle Pathogenität und Krankheit.  Mabuse-Verlag, 2001, ISBN 3-929106-05-1.
- mit Gisela Bock: Theresia Seible: Sintezza und Zigeunerin. In: Angelika Ebbinghaus (Hrsg.): Opfer und Täterinnen. Frauenbiographien des Nationalsozialismus. Band 2, Greno, Nördlingen 1987, ISBN 3-89190-951-9, S. 302–316.